# Veysel Cihan
Veysel Cihan (Avanos, 4 febbraio 1976) è un ex calciatore turco, di ruolo attaccante.

## Carriera

### Club
Ha messo a segno 139 gol in carriera nei campionati turchi.